# جيرالد بروس لي
جيرالد بروس لي (بالإنجليزية: Gerald Bruce Lee)‏ هو محامي وقاضي أمريكي، ولد في 1952 في واشنطن العاصمة في الولايات المتحدة.